# H.S. Prannoy
H.S. Prannoy, de son nom complet Prannoy Haseena Sunil Kumar, né à New Delhi en Inde le 17 juillet 1992, est un joueur de badminton indien.
Il atteint le 8e rang mondial en juin 2018.

## Biographie
Sa carrière est freinée par des problèmes de santé. Lors des Championnats du monde de badminton 2018, il se voit ainsi diagnostiqué un reflux gastro-œsophagien. En novembre 2020, il est testé positif au Covid-19 et plonge par la suite au 26e rang mondial.

## Palmarès
Il décroche la médaille d'argent en 2010 en simple aux Jeux olympiques de la jeunesse.
En 2014, il remporte les Masters d'Indonésie et l'Open d'Inde en simple. Il atteint également la finale de l'Open du Vietnam.
Il remporte l'Open de Suisse en 2016 et l'Open des États-Unis en 2017.
En 2018, il décroche l'or par équipe aux Jeux du Commonwealth.
Fin 2021, il atteint les quarts de finale des Championnats du monde.
En 2022, il atteint la finale de l'Open de Suisse (tournoi de catégorie super 300), battu en deux sets (12-21, 18-21) par l'Indonésien Jonatan Christie,.
Il remporte en 2023 la médaille de bronze aux Championnats du monde, s'imposant en quart de finale face au numéro 1 mondial Viktor Axelsen (13-21, 21-15, 21-16), puis également la médaille de bronze aux Jeux asiatiques, s'imposant en quart de finale face à Lee Zii Jia (21-16 21-23 22-20) et devenant le premier Indien à y remporter une médaille depuis 41 ans.